# Kampfgeschwader 100
 (décembre 2023).
Si vous disposez d'ouvrages ou d'articles de référence ou si vous connaissez des sites web de qualité traitant du thème abordé ici, merci de compléter l'article en donnant les références utiles à sa vérifiabilité et en les liant à la section « Notes et références ».
La Kampfgeschwader 100 (KG 100) (100e escadron de bombardiers) est une unité de bombardiers de la Luftwaffe pendant la Seconde Guerre mondiale. 

## Opérations
Le KG 100 a opéré sur des bombardiers Heinkel He 111H, Dornier Do 217E/K, Junkers Ju 88A , Heinkel He 177A et Arado Ar 196A.
Durant le conflit, l'escadron a été subordonné à :
- VIII. Fliegerkorps
- X. Fliegerkorps
- Luftflotte 3
- Luftflotte Reich
- 2. Flieger-Division
- Fliegerführer Atlantik

## Organisation
Il est créé à partir du Kampfgruppe 100 spécialisée dans le marquage des cibles à l'aide de faisceaux lumineux.

### Stab. Gruppe
Formé le 29 novembre 1941 à Chartres.
Il est dissous le 20 août 1944.
Geschwaderkommodore (commandant de l'escadron) :
| Début             | Fin               | Grade          | Nom                |
| ----------------- | ----------------- | -------------- | ------------------ |
| 29 novembre 1941  | 22 avril 1943     | Oberstleutnant | Heinz von Holleben |
| 4 mai 1943        | 10 septembre 1943 | Major          | Fritz Auffhammer   |
| 10 septembre 1943 | 20 août 1944      | Oberstleutnant | Bernhard Jope      |

### I. Gruppe
Formé le 15 décembre 1941 à Märkisch-Friedland à partir du Kampfgruppe 100 (KGr.100) avec :
- Stab I./KG 100 à partir du Stab/KGr.100
- 1./KG 100 à partir du 1./KGr.100
- 2./KG 100 à partir du 2./KGr.100
- 3./KG 100 à partir du 3./KGr.100.

En février 1942, le 2./KG 100 devient Lehr- und Erprobungskommando 100 et un nouveau 2./KG 100 est formé le 31 mai 1942 à partir du 4./KG 26.
Le 21 octobre 1943, le I./KG 100 devient I./KG 4 avec :
- Stab I./KG 100 devient Stab I./KG 4
- 1./KG 100 devient 1./KG 4
- 2./KG 100 devient 2./KG 4
- 3./KG 100 devient 3./KG 4

À la même date, un nouveau I./KG 100 est formé à partir de l'ancien I./KG 4 avec :
- Stab I./KG 100 à partir du Stab I./KG 4
- 1./KG 100 à partir du 1./KG 4
- 2./KG 100 à partir du 2./KG 4
- 3./KG 100 à partir du 3./KG 4

À la fin mai 1944, le I./KG 100 est renommé III./KG 1 avec :
- Stab I./KG 100 devient Stab III./KG 1
- 1./KG 100 devient 7./KG 1
- 2./KG 100 devient 8./KG 1
- 3./KG 100 devient 9./KG 1

Gruppenkommandeure (commandant de groupe) :
| Début            | Fin             | Grade        | Nom                                          |
| ---------------- | --------------- | ------------ | -------------------------------------------- |
| 15 décembre 1941 | 21 mars 1942    | Major        | Helmut Küster                                |
| 21 mars 1942     | Octobre 1942    | Major        | Werner Hoffmann                              |
| Octobre 1942     | 20 juin 1943    | Major        | Paul Claas (en) (Mort lors d'un amerrissage) |
| 28 juillet 1943  | 21 octobre 1943 | Major        | Hansgeorg Bätcher (en)                       |
| 21 octobre 1943  | ?               | Hauptmann    | Hans-Gotthelf von Kalckreuth                 |
| ?                | ?               | Oberleutnant | Kurt Maier (en)                              |

### II. Gruppe
Formé le 15 décembre 1941 à Seschtschinskaja à partir du III./KG 26 avec : 
- Stab II./KG 100 à partir du Stab III./KG 26
- 4./KG 100 à partir du 7./KG 26
- 5./KG 100 à partir du 8./KG 26
- 6./KG 100 à partir du 9./KG 26.

Le 10 avril 1943, l'Einsatzstaffel/KG 100 est formé à partir d'éléments du II./KG 100 (équipés de 17 Heinkel He 111H), du Lehr- und Erprobungs-Kommando 15 et du Erprobungsstaffel/KG 30 qui est absorbé par les restes du II./KG100. L'unité utilise une combinaison de Dornier Do 217E et de missiles guidés Hs 293.
En juin 1944, le 6./KG 100 et le 8./KG 100 échangent leur désignation.
Le II./KG 100 est dissous le 2 février 1945.
Gruppenkommandeure :
| Début             | Fin               | Grade     | Nom                   |
| ----------------- | ----------------- | --------- | --------------------- |
| 15 décembre 1941  | 15 octobre 1942   | Major     | Horst Röbling         |
| 15 octobre 1942   | 30 octobre 1942   | Major     | Hermann Diekötter     |
| 30 octobre 1942   | 4 mai 1943        | Major     | Fritz Auffhammer      |
| 7 mai 1943        | 10 septembre 1943 | Major     | Franz Hollweg         |
| 10 septembre 1943 | 4 octobre 1943    | Hauptmann | Heinz Molinnus        |
| 4 octobre 1943    | 16 février 1944   | Hauptmann | Heinz-Emil Middermann |
| 5 mai 1944        | 14 mai 1944       | Major     | Bodo Meyerhofer       |
| 11 juin 1944      | 2 février 1945    | Hauptmann | Hans Molly            |

### III. Gruppe
Formé le 20 septembre 1942 à Salamanca et à Kalamaki à partir du Seeaufklärungsgruppe 126 (SAGr.126) avec :
- Stab III./KG 100 à partir du Stab/SAGr.126
- 7./KG 100 à partir du 1./SAGr.126
- 8./KG 100 à partir du 2./SAGr.126
- 9./KG 100 à partir du 3./SAGr.126.

Le 18 février 1943, le III./KG 100 redevient SAGr.126 avec :
- Stab III./KG 100 devient Stab/SAGr.126
- 7./KG 100 devient 1./SAGr.126
- 8./KG 100 devient 2./SAGr.126
- 9./KG 100 devient 3./SAGr.126.

Reformé le 29 avril 1943 à Schwäbisch Hall à partir du Kampfgruppe zur besonderen Verwendung 21(KGrzbV21) avec :
- Stab III./KG 100 à partir du Stab/KGr.21
- 7./KG 100 à partir du 1./KGr.21
- 8./KG 100 à partir du 2./KGr.21
- 9./KG 100 à partir du 3./KGr.21

le III./KG 100 utilise une combinaison de Dornier Do 217K et de bombes guidés Fx 1400 Fritz X.
En juin 1944, le 6./KG 100 et le 8./KG 100 échangent leur désignation.
Il est dissous le 7 septembre 1944.
Gruppenkommandeure :
| Début             | Fin               | Grade     | Nom                   |
| ----------------- | ----------------- | --------- | --------------------- |
| 20 septembre 1942 | 31 janvier 1943   | Major     | Schulz                |
| 31 janvier 1943   | Février 1943      | Major     | Busch                 |
| 4 mai 1943        | 28 juillet 1943   | Hauptmann | Ernst Hetzel          |
| 28 juillet 1943   | 10 septembre 1943 | Hauptmann | Bernhard Jope         |
| 10 septembre 1943 | Décembre 1943     | Hauptmann | Gerhard Döhler        |
| Décembre 1943     | 30 avril 1944     | Hauptmann | Herbert Pfeffer       |
| 12 juin 1944      | Août 1944         | Hauptmann | Wolfgang Vorpahl      |
| Août 1944         | 7 septembre 1944  | Hauptmann | Heinrich Schmetz (en) |

### IV. Gruppe
Le Ergänzungskette/KGr.100 (Kampfgruppe 100) est formé le 24 août 1940 à Lunebourg, puis à partir du 1er mai 1941 comme Ergänzungsstaffel/KGr.100 .

Le 29 novembre 1941, le IV./KG 100 est formé avec :
- Stab IV./KG 100 nouvellement créé
- 10./KG 100 à partir du Erg.Sta./KGr.100
- 11./KG 100 à partir du Erg.Sta./KG 28
- 12./KG 100 nouvellement créé en juillet 1942

Le 13./KG 100 est formé le 29 avril 1943 à partir du  4./KGrzbV 21 (Kampfgruppe zur besonderen Verwendung 21), mais le 31 juillet 1943, il est absordé par le Erprobungskommando 36.
Le 20 juillet 1944, le 13./KG 100 devient le 3./Erg.KGr.177. 
Le IV./KG 100 est dissous le 31 août 1944.

Gruppenkommandeure :
| Début             | Fin               | Grade     | Nom               |
| ----------------- | ----------------- | --------- | ----------------- |
| 24 août 1940      | 14 février 1942   | Hauptmann | Enno Russell      |
| 15 février 1942   | Octobre 1942      | Major     | Paul Claas (en)   |
| Octobre 1942      | 12 juin 1943      | Major     | Eduard Zimmer     |
| 12 juin 1943      | 28 juillet 1943   | Hauptmann | Bernhard Jope     |
| 28 juillet 1943   | 10 septembre 1943 | Hauptmann | Gerhard Döhler    |
| 10 septembre 1943 | 20 août 1944      | Hauptmann | Willi Silbersiepe |

### Einsatzstaffel
Formé le 10 avril 1943 à Kalamaki/Athènes équipés de 17 Heinkel He 111H à partir d'éléments du II./KG 100.
Il est utilisé comme staffel de réserve d'illuminations de cibles pour le LG 1.

Il est dissous le 10 novembre 1943.
Staffelkapitäne :
| Début         | Fin           | Grade     | Nom                       |
| ------------- | ------------- | --------- | ------------------------- |
| 10 avril 1943 | ?             | Hauptmann | Karl-August von der Fecht |
| ?             | Novembre 1943 | Hauptmann | Fritz Wergand             |